# Fleury-la-Forêt
Fleury-la-Forêt – miejscowość i gmina we Francji, w regionie Normandia, w departamencie Eure.
Według danych na rok 1990 gminę zamieszkiwało 197 osób, a gęstość zaludnienia wynosiła 25 osób/km² (wśród 1421 gmin Górnej Normandii Fleury-la-Forêt plasuje się na 704. miejscu pod względem liczby ludności, natomiast pod względem powierzchni na miejscu 475).